# Отос
Отос (валенс. Otos, ісп. Otos) — муніципалітет в Іспанії, у складі автономної спільноти Валенсія, у провінції Валенсія. Населення — 491 особа (2010).

## Географія
Муніципалітет розташований на відстані близько 330 км на південний схід від Мадрида, 70 км на південь від Валенсії.

## Демографія
Динаміка населення (INE ):

## Галерея зображень

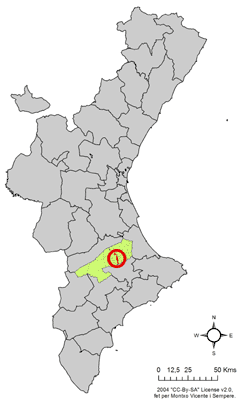
Розташування муніципалітету Отос у автономній спільноті Валенсія
Розташування муніципалітету Отос у комарці Вальє-де-Альбайда
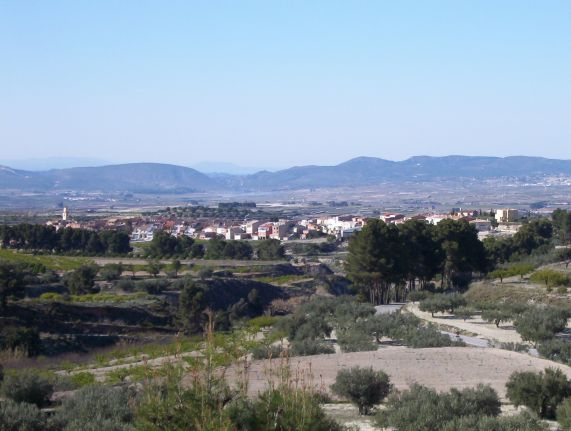
Отос
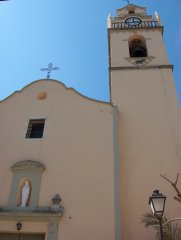
Парафіяльна церква